# Blekinge flygflottilj

Blekinge flygflottilj (F 17) eller F 17 Kallinge är en flygflottilj inom svenska flygvapnet som verkat i olika former sedan 1944. Förbandsledningen är förlagd i Ronneby garnison vid Kallinge flygplats.

## Historik

### 1936–1943
Genom försvarsbeslutet 1936 hade Flygvapnet fått en ny och utökad organisation, vilken omfattade sju flottiljer och en flygskola. Den nya organisationen bestod dock endast av en jaktflottilj, Svea flygflottilj (F 8). Vilket föranledde att riksdagen i början av 1940 beslutade att två nya jaktflottiljer skulle sättas upp tillsammans med en spaningsflottilj och en lätt bombflottilj. I försvarsbeslutet 1942 fastställdes utökningen, men det fastslogs även att Flygvapnet skulle sätta upp ytterligare fem flottiljer. Där F 17 var en av de fem flottiljerna, vilken skulle en sättas upp i Blekinge som marinsamverkande torpedflygflottilj. 
Två huvudalternativ fanns som bas- och förläggningsplats, Ramdala slätt öster om Karlskrona och Kallinge norr om Ronneby. Marinen var en av förespråkarna till att förlägga flottiljen till Karlskrona. Detta då man såg en fördel att ha den så nära som möjligt till sin marinbas i Karlskrona. Lantbrukarna i området stödde inte förslaget utan möte det med protester, då Ramdala slätt är den delen av Blekinge med bördigast åkermark. Även landshövding Sven Hagströmer hade invändningar mot att placera flottiljen på Ramdala slätt. Istället valdes Bredåkra hed, en mark som redan ägdes av kronan, och dessutom tidigare använts som militärt övningsområde. Åren 1886–1901 hade Blekinge bataljon vapenövat på Bredåkra lägerplats. Efter 1901 användes heden periodvis av Karlskrona grenadjärregemente (I 7).

### 1944–1959
Den 1 juli 1944 sattes flottiljen upp i Kallinge och tilldelades namnet Kungliga Blekinge flygflottilj. Flottiljens första chef blev överstelöjtnant Torsten Rapp, som senare blev Sveriges överbefälhavare. Flottiljens stab inrättades provisoriskt i Ronneby brunn i Ronneby. Detta på grund av byggnation av kaserner och anläggandet av flygfältet gick trögt och bara till hälften färdigställt. Bakgrunden till att flottiljområdet bara delvis var färdigställt, beroende på brist av byggnadsmaterial och att byggnadsarbetare kallats in till militärtjänstgöring. De första åren var tröga för flottiljen, då det saknades personal för att bemanna alla poster för att uppnå full stridseffekt. Men även på grund av flygplanet, som flottiljen till en början beväpnades med, B 3 Junkers, vilka hade överförts från Västmanlands flygflottilj. Flygplanen hade visserligen moderniserats, så att de kunde bära både minor och torpeder, men ansågs ändå föråldrade. Från år 1945 placerades flottiljen i Fjärde flygeskadern.
År 1947 omskolades flottiljen med den marina versionen av Saab 18 benämnd T 18B, vilken var avsedd att bekämpa fartyg med minor och torpeder. Flygplanet beväpnades dock aldrig med torpeder, utan istället blev huvudvapnen bomber och raketer och tre automatkanoner. Med den vapenkombinationen blev flygplanet och flottiljen något av en föregångare till senare tiders attackflyg. Detta medförde, att flottiljen från 1948 överfördes till Första flygeskadern.
År 1952 blev fick flottiljen en permanent rullbana. Vilket blev början på steget in i jetåldern, som flottiljen tog 1954. Då ett antal J 21RB (även känd som A 21RB) och även A 29B tillfördes till flottiljen. De båda flygplanstyperna kom i huvudsak att användas för inskolning på jetflygplan, inför att flottiljen skulle omskolas till flygplan A 32A Lansen. Den 24 maj 1956 levererades de första flygplanen av A 32 Lansen, och under hösten hade flottiljens tre divisioner omskolats från T 18B till A 32A. Med A 32 Lansen omorganiserades flottiljen till attackflottilj. Flottiljen blev därmed Flygvapnet första flottilj som tillfördes Lansen, men även den första attackflottiljen.

### 1960–1977
I början av 1960-talet tillfördes flottiljen en robot 68-division, vilken bestod av två robotgrupper. Genom luftförsvarsutredningen 1967 beslutades att systemet skulle avvecklas i två etapper, 1974 och 1978. År 1974 fanns robotsystemet kvar vid F 13 och F 17, och bytte samtidigt benämning från division till bataljon. Sommaren 1978 upplöstes de två sista robotförbandet inom Flygvapnet, och hela systemet avvecklades och återfördes till Storbritannien.
I samband med att Flygvapnet beställde AJ 37 Viggen. Innebar det med den nya flygplanssystemet en reducering av flygplan i attackeskadern, och med det i förlängningen en reducering av antalet attackflottiljer från fyra till tre. I början av 1970-talet hade Försvarets fredsorganisationsutredning (FFU) på uppdrag av regeringen utrett en avveckling av en flottiljadministration. Den flottilj som föreslogs att avvecklas var Östgöta flygflottilj (F 3). Östgöta flygflottilj bestod vid den tidpunkten två jaktdivisioner, där den tredje blivit vakantsatt den 1 juli 1967. Enligt Flygvapnets plan för materielomsättning, skulle F 3 på sikt bestå av endast en jaktdivision och en målflygenhet. Ur en operativa synpunkt och förbandsproduktionsskäl föreslog FFU att omlokalisera en jaktdivision vid F 3 till F 12 i Kalmar. F 12 var vid den tidpunkten den enda jaktflottiljen som endast hade två jaktdivisioner. Dock så kom jaktdivisionen överföras till F 17, där den kom att utgöra stommen i den omskolning flottiljen gjorde till J 35F-systemet, då flottiljen omorganiserades från attack till jakt. Den 1 april 1973 överfördes den kvarvarande jaktdivision vid F 3 till F 17. Den 1 januari 1974 tillkom även jaktflygplan från upplösta 183. jaktflygdivisionen (Rudolf Gul) från Södertörns flygflottilj (F 18). Genom att flottiljen tillfördes en jaktdivision, blev den en blandflottilj, och bestod av två jaktdivisioner och en attackdivision. Med omorganisation från attack till jakt utgick flottiljen ur Första flygeskadern. Den kvarvarande attackflygdivisionen, 173. attackflygdivisionen, upplöstes i december 1975.
I Regeringen Palmes proposition 1975:75 föreslogs en avveckling av två flottiljadministrationer, Södermanlands flygflottilj (F 11) i Nyköping och Kalmar flygflottilj (F 12). Inför propositionen hade en avvägning gjorts att istället avveckla Blekinge flygflottilj (F 17), till förmån för att behålla F 12. Dock så menade Fredsorganisationsutredning (FFU) att en nedläggning av F 17 skulle drabba betydligt fler anställda än en avveckling av F 12. Detta på grund av att F 12 hade fler pensionsavgångar fram till 1982. Dessutom ansåg FFU att F 17 var en bra geografisk balans mot F 10 i Ängelholm. I händelse om att F 10 skulle behöva avvecklas och verksamhet flyttas till annan flottilj. Så ansåg FFU att den flottiljen då borde ligga så nära som möjligt till Ängelholm. FFU menade, att om Flygvapnets fredsorganisation inom Södra militärområdet skulle ledas från Kalmar, så skulle en olycklig obalans uppkomma. FFU föreslog vidare att det ansvar för den luftförsvarssektor som åvilade på F 12, skulle överföras till F 17, och att flygfältet i Kalmar bibehålls som krigsflygfält. Gällande Väderskolan vid flottiljen föreslog FFU att Chefen för flygvapnet skulle besluta om ny framtida lokalisering. Ronnebys kommun föreslog att omlokalisera skolan till F 17 i Ronneby, i syfte att bibehålla skolans lokalisering till sydöstra Sverige.

### 1978–1991
Avveckling av F 11 och F 12 kom i hög grad att både beröra och påverka F 17. Från F 11 överfördes under 1978 en spaningsdivision. Vid F 11 hade divisionen varit beväpnad med S 35 Draken, men vid F 17 beväpnades den istället med SF 37/SH 37 Viggen. Spaningsdivisionen blev därmed först vid flottiljen med att beväpnas med Viggen. Samma år, det vill säga 1978, övertog F 17 sektoransvaret, vilket F 12 hade över sektor S2 och luftförsvarscentralen kallad LFC Vargen". Den 1 juli 1981 överfördes sektoransvaret till Skånska flygflottiljen, då sektor S1 och sektor S2 sammanslogs och bildade SektorSyd, vilken övertog all luftbevakning över södra Sverige. Vid F 12 var Flygvapnets väderskola (VädS) lokaliserade och en flygverkstad, dessa enheter uppgick temporärt inom F 17 som ett detachement under beteckning F 17K. Genom försvarsbeslutet 1982 omlokaliserades och överfördes skolan den 1 januari 1983 till Krigsflygskolan (F 5) och alla militärverksamhet vid före detta F 12 avvecklades.
Inför regeringens proposition 1978/79:96, vilken presenterades 1978, hade flottiljen återigen utvärderats. Regeringen ville att ytterligare en flottiljadministration skulle avvecklas. I FFU:s utredning kom F 17 vägas mot en avveckling av F 1 i Västerås, F 10 i Ängelholm och F 16 i Uppsala. FFU vägde militära faktorer mot i huvudsak regionalpolitiska förhållanden. Slutsatsen FFU kom fram till var att de operativa och ekonomiska faktorerna pekade på en avveckling av Västmanlands flygflottilj (F 1). Utredningen uttalade dock att beslutet att lägga ner F 1 "medför en allvarlig effektförlust i operativt avseende och en minskad handlingsfrihet för flygvapnets krigsförband".
Efter att JA 37 Viggen började komma ut på förbanden 1980, där F 13 i Norrköping blev första flottilj att beväpnas med jaktversionen av Viggen, stod F 17 på tur 1981. Där jaktdivisionen Quintus Röd, vid flottiljen omskolades till JA 37. År 1983 återuppstod flottiljens 3. division, i form av helikoptergruppen som istället organiserades till 173. helikopterdivisionen.

### 1992–2003
Försvarsbeslutet 1992 medförde en större omorganisation av Flygvapnet, detta då de två flottiljerna Västgöta flygflottilj (F 6) och Bråvalla flygflottilj (F 13) avvecklades. F 6 hade haft en roll som attackflottilj, och F 13 som kombinerad jakt och spaning. För F 17 medförde avvecklingen att spaningsdivision Quintus Blå från F 17 med SF/SH 37 överfördes till F 10. Som ersättning för spaningsdivisionen överfördes jaktdivisionen Martin Blå från F 13. Från den 1 juli 1993 blev flottiljen en renodlad jaktflottilj. Efter att F 13 avvecklades den 30 juni 1994. Övergick från den 1 juli 1994 hela kasernområdet till Norrköpings kommun, medan hangarer och flygfält övergick till ett detachement till F 17.
År 1999 samlade Försvarsmakten samtliga flygverkstäder inom Flygvapnet inom ett nytt förband, Försvarsmaktens flygverkstäder. Flygverkstaden vid F 17 blev till en början en av fem verkstadsenheter. Inom Flygverkstad Ronneby underställdes till en början flygverkstaden i Ängelholm som en resurs. 
Som ett led av försvarsbeslutet 2000 beslutades bland annat att Skånska flygflottiljen (F 10) och Södra flygkommandot (FK S) skulle avvecklas. FK S skulle avvecklades den 30 juni 2000, och F 10 skulle avvecklas senast den 31 december 2002. Inför försvarsbeslutet hade regeringen vägt en avveckling av F 10 mot en avveckling av F 17. Ett av argumenten till att behållande F 10 var de stora investeringar för Gripen-systemet som gjorts i Ängelholm, samt flottiljens roll i grundutbildningen av nya flygförare. Argumenten till att behålla F 17 var de långsiktigt goda övningsbetingelser i form av närhet till flygövningsområden, samt bättre luftrumsutvecklingen och miljöförhållanden. Även den geografiska lokalisering av F 17 lyftes fram som ett argument, genom dess tydliga närvaro vid södra Östersjön. Det som till sist fällde avgörandet vilken flottilj som skulle avvecklas, var regeringens övriga förslag rörande Blekingeregionen. Det vill säga civila regionalpolitiska argument som var indirekt kopplade till flottiljen i Blekingeregionen. I regeringens proposition framhöll regeringen att F 10 visserligen hade en nyckelroll i den grundläggande flygutbildningen av nya flygförare, och i den pågående omskolningen till Gripensystemet. Med bakgrund till det så ansåg regeringen att det inte var lämpligt att avveckla F 10, innan ombeväpningen och omskolning till JAS 39 var helt genomförd. Vidare konstaterades att Flygskolan i Ängelholm måste omlokaliseras, innan det överhuvudtaget skulle vara möjligt att avveckla F 10. Regeringen hade då gjort bedömningen att Flygskolan var i behov av ett bansystem med korsande banor, vilka fanns vid F 7 och F 16. Detta då den grundläggande flygutbildningen skulle kunna genomföras på ett rationellt och säkert sätt.
F 10 hade redan 1999 påbörjat omskolning av sina divisioner till JAS 39. När omskolningen var helt genomförd, skulle de två divisionerna överföras till F 17. Den 14 juni 2002 var det officiell "roll in" för Gripen på F 17, vilket markerades med en ceremoni. Själva ombaseringen av divisionerna från F 10 gjordes dock inte förrän den 1 oktober respektive den 1 december 2002. Den stridsledningscentral, F 10H, som F 10 förvaltade i Hästveda utanför Hässleholm överfördes organisatoriskt till F 17. Genom en ceremoni som hölls i Ängelholm den 20 december 2002 avvecklades F 10. I samband med ceremonin överlämnades flottiljens fana till F 17, vilket medförde att F 17 övertog traditionsansvaret för F 10. I samma försvarsbeslut som hade beslutat om en avveckling av F 10, kom det senare att beslutas att även Upplands flygflottilj (F 16) skulle avvecklas. I F 16 ingick de två detachementen, F 16 Malmen vid Malmens flygplats och F 16 Gotland vid Visby flygplats. Dessa båda detachement överfördes till F 17 under ny beteckning F 17M respektive F 17G.

### 2004–nutid
År 2004 började flottiljen att ersätta A-versionen med C-versionen av JAS 39 Gripen. I samband med försvarsbeslutet 2004 överfördes Flygbasjägarskolan (FBJS) från Skaraborgs flygflottilj (F 7) till F 17, vidare tillkom även Tredje helikopterskvadronen (3. hkpskv). Tredje helikopterskvadronen är dock endast samlokaliserade med flottiljen, och är ett detachement till Helikopterflottiljen. Flygskolan som ingick i F 17 Malmen, överfördes den 1 januari 2006 till att bli en skola inom Luftstridsskolan (LSS), men med bibehållen lokalisering till Malmen.
Den 1 oktober 2010 byttes anropssignalerna på flottiljens divisioner till Aquilla för 1. divisionen och Gator för 2. divisionen.
Den 31 december 2010 avvecklades Flygbasjägarskolan, och i dess ställe bildades Flygbasjägarkompaniet, vilket organiserades som ett insatsorganiserat kompani.
År 2011 ansvarade flottiljen för Libyen FL01, vilken var den första internationella flyginsatsen sedan F 22 Kongo. År 2011 var även det sista året flottiljen flög med A-versionen av JAS 39 Gripen, då 172. stridsflygdivisionen ombeväpnades i juni med C-versionen.
Genom ett riksdagsbeslut sommaren 2012, fastslogs en föreslagen omorganisation av Försvarsmakten. Där delar av Försvarsmaktens logistik (FMLOG) överfördes den 1 januari 2013 till Försvarets materielverk (FMV). Bland de delar som fördes över var flygverkstaden vid F 17. År 2014 beslutade FMV att flygverkstaden skulle avvecklas, vilket på lång sikt skulle ge en årlig besparing på runt 15–20 miljoner kronor. Den 31 december 2015 planerade FMV att flygverkstaden skulle vara stängd och verksamheten överförd till flygverkstäderna i Luleå och Såtenäs. Den 18 december 2015 stängdes flygverkstaden efter 70 år som aktiv flygverkstad och allt underhåll överfördes till flottiljerna i Såtenäs och Luleå.
Den 1 juni 2014 firade flottiljen sin 70-årsdag, genom att Flygvapnets huvudflygdag var förlagd till flottiljen. Flyguppvisningen bjöd på allt från FVM/CVM Tummelisa till Jas 39 Gripen. Även utländska flygplanstyper som Suchoj Su-26 och F-18 Hornet. Totalt besökte drygt 40.000 åskådare flygshowen.
Den 19 mars 2015 slutlevererades JAS 39 Gripen till Flygvapnet. Detta genom att individ 39294 (JAS 39C) levererades till Blekinge flygflottilj, vilken var den sista individen av de totalt 204 beställda A/B och C/D flygplanen.
År 2022 påbörjades arbetet med att återetablera en flygverkstad på flottiljen, vilken beräknas nå full kapacitet först 2026. Detta med anledning
av att verkstaden fram till dess verkar i tillfälliga lokaler.

### Viktiga årtal
Nedan följer några viktiga årtal, som påverkat flottiljens verksamhet.

- 1944: Kungliga Blekinge Flygflottilj invigdes 6 november vid Bredåkra hed.
- 1944: Flygflottiljen blir jämte Roslagens flygflygflottilj en marinflygflottilj.
- 1945: Flygflottiljen blir en del av Fjärde flygeskadern.
- 1947: Flygflottiljen omorganiseras till en bombflygflottilj.
- 1948: Flygflottiljen överförs till Första flygeskadern.
- 1954: Flygflottiljen går in i jetåldern.
- 1956: Flygflottiljen omorganiserades till en attackflygflottilj.
- 1964: Flygflottiljen tillförs en helikopterenhet för sjöräddning.
- 1967: Flygflottiljen tillförs administrativt en helikoptergrupp från F 8.
- 1973: Flygflottiljen tillförs en jaktflygdivision från Östgöta flygflottilj.
- 1973: Flygflottiljen omorganiseras till en jaktflygflottilj.
- 1975: Flygflottiljen attackflygdivisionen Quintus Gul avvecklas.
- 1978: Flygflottiljen övertar sektoransvaret över sektor S2 från Kalmar flygflottilj.
- 1978: Flygflottiljen jaktflygdivision Quintus Blå omorganiseras till spaningsflygdivision.
- 1978: Luftvärnsrobotbataljonen avvecklas.
- 1980: Flygflottiljen tillförs ett detachement i Kalmar.
- 1981: Flygflottiljen sektor S2 uppgår i SektorSyd organiserat under Skånska flygflottiljen.
- 1983: Flygflottiljens detachement i Kalmar avvecklas.
- 1983: Helikoptergruppen blir flottiljens 3. division.
- 1993: Flygflottiljens spaningsflygdivision Quintus Blå omorganiseras till jaktflygdivision.
- 1994: Flygflottiljen tillförs ett detachement i Norrköping.
- 1999: Flygverkstaden vid flygflottiljen överförs till Försvarsmaktens flygverkstäder.
- 2000: Södra flygkommandot avvecklas och flottiljen lyder direkt under Operativa insatsledningen.
- 2002: Flygflottiljens två jaktflygdivisioner omorganiseras till stridsflygdivisioner.
- 2002: Flygflottiljen tillförs strildetachement i Hästveda.
- 2003: Flygflottiljen tillförs detachementen vid Malmens flygplats och Visby flygplats.
- 2008: Ledningsenheten i Hästveda överförs den sista december till Luftstridsskolan.
- 2010: Flygbasjägarskolan avvecklas.
- 2010: Flygflottiljens flygdivisioner får nya anropssignaler.
- 2011: Flygflottiljen övergick i juni till att helt enbart flyga JAS 39C/D.
- 2015: Flygflottiljen mottar den sista av Flygvapnet beställda C-versionen av Gripen.
- 2015: Flygverkstaden vid flottiljen avvecklades.

## Verksamhet

### Nationell verksamhet
I flottiljen ingår två detachement samt Hagshult flygbas:
F 17G på Visby flygbas på Gotland.
- Samlokaliserat med Gotlandsgruppen, Sjöinfokompaniet och FMLOG vid Visborgsområdet.

F 17H vid Hästveda i Hässleholms kommun,
- F 17 ansvarar för drift medan flygstridsledning organiseras av Luftstridsskolan. Försvarsmaktens beslut om att anläggningen skulle avvecklas 2011-2012, revs upp i april 2011 av regeringen med anledning av att regeringens syn är att stridsledningen bör bedrivas i skyddade anläggningar. Totalt arbetar mellan 100 och 200 personer i anläggningen och ansvarar bland annat för flygstridsledning över södra Sverige.[22]

Hagshult flygbas utanför Värnamo i Småland
- Krigsflygbas som sorterar under F 17.

Tidigare har även följande verksamhetsorter sorterats in under F 17 Kallinge.
- F 17B på Barkarby flygplats, flottiljens FRÄD-grupp var under åren 1967–1977 baserad i Stockholm.
- F 17K på Kalmar flygplats. Den kvarvarande verksamheten med flygverkstad övergick till F 17 som ett detachement under åren 1980–1983.
- F 17N på Bråvalla flygplats. Efter att F 13 avvecklades, övergick från den 1 juli 1994 övergick hela kasernområdet till Norrköpings kommun, medan hangarer och flygfält övergick till ett detachement till F 17.
- F 17M på Malmens flygplats väster om Linköping, numera tillhörande Helikopterflottiljen med förbandsdelar ur Skaraborgs flygflottilj.

### Internationell verksamhet
F 17 har genom åren varit ansvariga för flera beredskapsförband och andra utlandsförband
Swafrap (JAS39)

- Beredskap: 30-dagars (R30)
- Beredskapstid:

Förbandet växlade mellan F 17 och Norrbottens flygflottilj (F 21) och under de år förbandet stod på F 17 deltog Swafrap i flera övningar bland annat Cold Response och Red Flag - Alaska.
Flygbasbataljon (AB01)

Förbandsdel inom NBG 08
- Beredskap: 10-dagars (R10)
- Beredskapstid: 2008-01-01--06-30.

Förbandet hade som uppgift att upprätta de flygplatser som  NBG 08 avsåg använda vid en insats. Dels en strategisk flygplats där en mindre del, främst för godshantering och omlastning, skulle verka, dels en taktisk flygplats där huvuddelen av förbandet grupperade. De taktiska flygplatsen grupperades nära det område där Core Battalion skulle verka. Förbandet kunde vid behov upprätta en komplett flygplats med bl.a. flygledartorn, landningsradar och banbelysning.
AB01

AB01 deltog i några övningar innan beredskapen, dels Combined Challenge vid Ljungbyheds flygplats i samband med arméns slutövning år 2007, dels NBG:s slutövning Nordic Resolution 07 omkring Luleå flygplats, Boden och Jokkmokks flygbas. Delar av förbandet deltog också i övningen Volcanex 07 i Tyskland.
KFOR (KS18)

- Insatstid: oktober 2008 - april 2009

KS18 inom den Svenska Kosovostyrkan rekryterades till vissa delar med personal ur Nordic Battlegroup 08 (NBG 08) efter avslutad beredskap. Förbandet sattes upp tillsammans med Södra skånska regementet (P 7).
Stridsflygenhet (SE02)

- Beredskap: 10-dagars (R10)
- Beredskapstid: 2009-07-01--12-31

Förbandet kan ses som en utveckling av Swafrap där SE01 var en del i NBG 08 och sattes upp av F 21 i Luelå för att sedan övergå till F 17 i form av SE02. Förbandet deltog i några övningar inför beredskapen, dels övningen Joint Warrior på Fairford i Storbritannien under hösten 2008 samt övningen Loyal Arrow 09 i Luleå, då förbandet grupperade på Vidsels flygbas.
Expeditionary Air Wing (EAW)

- Beredskap: 10-dagars (R10)
- Beredskapstid: 2011-01-01--06-30

Förbandet är en utveckling av Flygbasbataljon AB01 där nu samtliga funktioner ur flygvapnet samlas i en organisation avsedd att stödja NBG 11. De funktioner som nu flyttas in i samma organisation omfattar flygplatsdrift på taktisk och strategisk flygplats, understöd med helikopter-, transportflyg och stridsflygsdivision, det som under NBG 08 var fyra olika förband. Delar av förbandet kom att användas i samband med Flyginsats Libyen (FL01). Dock återuppbyggdes EAW för att kunna säkerställa beredskapen inom Nordic Battlegroup 11 (NBG 11).
Flyginsats Libyen (FL01)

- Insatt 2011-04-01--2011-06-30

Förbandet togs till stora delar ur EAW-delarna ingående i NBG 11, och anpassades till den nya uppgiften. Förbandet fick namnet Flyginsats Libyen, FL01, och grupperade på Naval Air Station Sigonella på Sicilien
KFOR (KS24) 

- Insatstid: oktober 2011 - april 2012

KS24 inom den Svenska Kosovostyrkan rekryterades till vissa delar med personal ur NBG 11 efter avslutad beredskap.

## Ingående enheter
| Beteckning                | Namn/anropssignal         | Aktiv          | Anmärkning                                                                        |
| ------------------------- | ------------------------- | -------------- | --------------------------------------------------------------------------------- |
| 171. stridsflygdivisionen | Quintus RödAquilla        | 1944–20102010– |                                                                                   |
| 172. stridsflygdivisionen | Quintus BlåGator          | 1944–20102010– |                                                                                   |
| 173. attackflygdivisionen | Quintus Gul               | 1944–1975      | Upplöstes 1975                                                                    |
| 173. helikopterdivisionen | Helikopterdivisionen      | 1983–1997      | Överförd till Helikopterflottiljen                                                |
| Lvrbdiv                   | Luftvärnsrobotdivisionen  | 1964–1974      | Namnändrad 1974                                                                   |
| Lvrbbat                   | Luftvärnsrobotbataljonen  | 1974–1978      | Upplöst 1978                                                                      |
| S2                        | Sektor S2                 | 1978–1981      |                                                                                   |
| PARS                      | Flygvapnets PAR-skola     | 1979–2005      | Omlokaliserades 2005 till Halmstad                                                |
| VÄDS                      | Flygvapnets väderskola    | 1980–1983      | Omlokaliserades 1983 till Ljungbyhed                                              |
| F 17B                     | F 17 Barkarby             | 1967–1977      | Överförd 1977 till Helikopterförsöksförbandet                                     |
| F 17G                     | F 17 Gotland              | 2003–          | Tillkom 2003 från Upplands flygflottilj                                           |
| F 17H                     | F 17 Hästveda             | 2002–2008      | Tillkom 2002 från Skånska flygflottiljenÖverförd 2008 till Luftstridsskolan       |
| FlygS                     | Flygskolan                | 2003–2006      | Tillkom 2003 från Upplands flygflottiljÖverförd 2006 till Luftstridsskolan        |
|                           | Transportflygenheten      | 2003–2008      | Tillkom 2003 från Upplands flygflottiljÖverförd 2009 till Skaraborgs flygflottilj |
| FbjS                      | Flygbasjägarskolan        | 2005–2010      | Tillkom 2005 från Skaraborgs flygflottilj                                         |
| 17. fbjkomp               | 17. flygbasjägarkompaniet | 2011–          |                                                                                   |

### 17.flygbasjägarkompaniet
17. flygbasjägarkompaniet bildades 1983 som Flygbasjägarskolan vid Skaraborgs flygflottilj (F 7), där flygbasjägare utbildades fram till 2005. Skolan omlokaliserades till Kallinge, och blev en del av F 17. Den 31 december 2010 avvecklades skolan, och ersattes med ett insatsorganiserat kompani. Flygbasjägarkompaniet bildades som insatsorganiserat kompani den 1 januari 2011, och består av tre flygbasjägarplutoner. Kompaniets huvudsakliga uppgift är att säkra och skydda Flygvapnets personal, farkoster och baseringsplatser.

### 171.stridsflygdivisionen
171. stridsflygdivisionen eller Aquilla (ursprungligen Quintus Röd) är 1. divisionen vid flottiljen och bildades 1944. Till en början var divisionen förlagd vid havet, och flög sjöflygplan. I samband med att flottiljen beväpnades med torpedfällningsflygplanen T 18B, ombaserades divisionen till flottiljen i Kallinge. År 1956 började divisionen beväpnades med A 32 Lansen, där första divisionen tilldelades individerna 32001–32023. Individ 32004 förolyckades i en brand strax innan leverans. Divisionen var tillsammans med sina två systerdivisioner de första att organiseras som attackdivisioner inom Flygvapnet. Våren 1971 beslutades att två av flottiljens divisioner skulle omorganiseras till jaktdivisioner. Quintus Röd tillfördes personal och flygplan från Östgöta flygflottilj (F 3), som skulle avvecklas den 30 juni 1974. Den 1 april 1973 mottog Quintus Röd sina första åtta J 35 Draken. År 1981 blev divisionen den andra inom Flygvapnet som beväpnades med JA 37 Viggen. Hösten 2002 övertog divisionen personal och JAS 39A Gripen från avvecklade Skånska flygflottiljen (F 10) i Ängelholm. År 2004 ersattes A-versionen med C-versionen. Divisionen har sedan 2008 varit ett av svenska försvarets snabbinsatsförband. Den 1 oktober 2010 fick divisionen ”Aquilla” som ny anropssignal.

### 172.stridsflygdivisionen
172. stridsflygdivisionen eller Gator (ursprungligen Quintus Blå) är 2. divisionen vid flottiljen och bildades 1944. Mellan den 25 juni 1947 och den 3 december 1948 beväpnades divisionen med T 18B. År 1956 började divisionen beväpnas med A 32 Lansen. Divisionen var tillsammans med sina två systerdivisioner de första att organiseras som attackdivisioner inom Flygvapnet. Våren 1971 beslutades att två av flottiljens divisioner skulle omorganiseras till jaktdivisioner. Divisionen mottog 1973 nytillverkade J 35F Draken. I samband med att riksdagen beslutade att Södermanlands flygflottilj (F 11) skulle avvecklas 1980, beslutades att en spaningsdivision skulle tillföras till F 17. År 1978 omskolades Quintus Blå från jaktdivision till spaningsdivision. I samband med denna omorganisation beväpnades divisionen med SF 37 och SH 37, vilka var spaningsversionerna av Viggen. Genom försvarsbeslutet 1992 beslutade riksdagen bland annat att Bråvalla flygflottilj (F 13) skulle avvecklas. Något som påverkade F 17 med att spaningsförmågan vid Quintus Blå, skulle ersättas med jaktförmåga. Spaningsförmågan överfördes till F 10 i Ängelholm, och jaktförmågan tillkom från 132. jaktflygdivisionen vid F 13. År 2002 övertog divisionen personal och JAS 39A Gripen från avvecklade Skånska flygflottiljen (F 10) i Ängelholm. Divisionen har sedan 2008 varit ett av svenska försvarets snabbinsatsförband. Den 1 oktober 2010 fick divisionen ”Gator” som ny anropssignal. Den 16 juni 2011 genomfördes den sista flygningen med A-versionen av Gripen vid divisionen, vilket markerades med överflygning i pilformation över Blekinge. Vilket sedan följdes under midsommarveckan med omskolning till C-versionen.

### F17 Gotland
F 17 Gotland (F 17G) är sedan 2003 ett detachement till F 17 baserat på Gotland. Detachementet sattes upp av Bråvalla flygflottilj (F 13) år 1956 på Visby flygplats, under namnet F 13 Gotland (F 13G), i syfte för att svara för servicen av Flygvapnets olika anläggningar på Gotland. Samma år anlades även en ny start- och landningsbana i asfalt. År 1957 tilldelades F 13 ansvaret för Gotlands luftförsvarssektor (G1). Sektorn kom dock 1965 att sammanslås med F 13:s andra sektor O1. År 1981 bildade sektor O1 tillsammans med O5 en ny sektor, Sektor Mitt, vilken täckte hela Mellansverige. Sektor mitt ledes av F 16 i Uppsala, dock kvarstod freds- och incidentverksamheten på Gotland under F 13:s ansvar. Flygbasen kom senare i olika omgångar att anpassas för olika syften, 1965 till Bas 60, 1975 för JA 37 Viggen, 1992 till Bas 90 och 1995 för transportflygplan. I samband med den stora förbandsnedläggningen, som skedde under 1990-talet och början av 2000-talet, kom detachementets huvudman att ändras i ett flertal omgångar. Inför att F 13 skulle avvecklas 1994 överfördes detachementet sommaren 1993 till Upplands flygflottilj (F 16), och fick benämningen F 16 Gotland (F 16G). När Sedan F 16 avvecklades 2003, överfördes detachementet till Blekinge flygflottilj och fick sitt nuvarande namn F 17 Gotland (F 17G).

## Tidigare ingående enheter

### 173.attackflygdivisionen
173. attackflygdivisionen eller Quintus Gul var 3:e divisionen vid flottiljen och bildades 1944. Mellan den 25 juni 1947 och den 3 december 1948 beväpnades divisionen med T 18B. År 1956 började divisionen beväpnades med A 32 Lansen. I samband med att flottiljen skulle omorganiseras från attack- till jaktflottilj, beslutades att 3. divisionen skulle upplösas. Divisionen gjorde sin sista flygning den 18 december 1975. 3:e kompaniet, som var divisionens klargöringskompani, kvarstod och kom att ansvara för Helikopter 4, vilken användes för flygräddningstjänst. Utöver helikopterverksamheten fanns ett antal Sk 50 och Sk 60. 173:e divisionen återuppstod 1983, fast då som helikopterdivision. År 1998 överfördes all helikoptertjänst till Helikopterflottiljen.

### 173.helikopterdivisionen
173. helikopterdivisionen eller Quintus Gul var 3. divisionen vid flottiljen och bildades 1983. Under andra världskriget bildades Flygvapnets flygräddningsgrupp och var då utgångsbaserade vid Roslagens flygflottilj (F 2). År 1966 skedde en omfördelning av helikoptrarna inom Flygvapnet. Då de tunga helikoptrar inom Flygvapnet fördelades till flottiljerna F 8, F 15, F 17 och F 21, där F 17 tilldelades två Helikopter 4. Helikopter 4 var till en början utgångsgrupperade på Svea flygflottilj (F 8).
I samband med att Svea flottilj avvecklades, överfördes dess flygräddningsgrupp till den nybildade flygkåren. År 1967 tillfördes den administrativt till Blekinge flygflottilj, men kvarstod i Barkarby. Den 1 oktober 1975 organiserades ett försöksförband, Helikopterförsöksförbandet (HKP F), vid Berga helikopterflygplats. Försöksförbandet bildades genom att Marinens och Flygvapnets tunga och Marinens lätta helikoptrar sammanfördes till ett förband. Där bland annat flygräddningsgruppen från F 17 i Barkarby kom att ingå. År 1982 avslutades försöket med ett gemensamt helikopterförband. Den helikoptergrupp som F 17 administrerade, hade 1977 omlokaliserats till Berga, kom nu att omlokaliseras och integreras i flottiljen i Kallinge. I Kallinge kom den att bilda helikopterdivision.
Den 1 juli 1983 bildades helikopterdivision, och blev då flottiljens 3. division samt Flygvapnets enda helikopterdivision. Divisionen blev Flygvapnets näst största, efter Transportdivisionen, i antal personer i flygtjänst. Divisionen bestod av sex individer Helikopter 4, 18 flygförare, 9 flygnavigatörer, 12 färdmekaniker och 10 värnpliktiga ytbärgare. Divisionen ansvarade för flygräddning med basering Kallinge och Visby under ordinarie flygövningstid och under incidentrotens beredskapstid. Vidare ansvarade tre krigsförband, 172.- och 173. frädgruppen baserade i Luftförsvarssektor Syd/Södra flygkommandot, och 174. frädgrupp med basering i Luftförsvarssektor Mitt/Mellersta flygkommandot. Den 7 januari 1987 satte Marinflyget upp en ny helikopterdivision, 13. helikopterdivisionen, vilken samlokaliserades med flottiljens Helikopterdivision. Den 31 december 1997 upphörde helikopterdivisionen som division, detta genom att Försvarsmakten samlade all helikopterverksamhet från och med den 1 januari 1998 i den nyuppsatta flottiljen Helikopterflottiljen.

### Flygskolan
Flygskolan (FlygS) bildades 1926 i Ljungbyhed. I samband med att Krigsflygskolan avvecklades den 30 juni 1998, genom försvarsbeslutet 1996, kom skolan att överföras 1997 till Skånska flygflottiljen (F 10). Genom försvarsbeslutet 2000 antog riksdagen regeringens proposition, vilken bland annat inkluderade avveckling av två flygflottiljer, Skånska flygflottiljen och Upplands flygflottilj. Flygskolan som vid den tidpunkten tillhörde F 10, blev tvungna att flytta, då all flygverksamhet skulle vara avvecklad i Ängelholm den 31 december 2002. De elever som vid den tidpunkten utbildade sig vid Flygskolan, fick slutföra sin utbildning i Uppsala, då Flygskolan överfördes temporärt till Upplands flygflottilj (F 16). Vilken i sin tur avvecklades den 31 december 2003. Flygskolan kom från den 1 juli 2003 att lokaliseras till Malmen, där den övertog den avvecklade Målflygdivisionens (MFD) förläggningar på norra sidan om flygfältet. På Malmen blev skolan en underenhet och detachement till Blekinge flygflottilj (F 17). Den 1 januari 2006 överfördes Flygskolan till att bli en skola inom Luftstridsskolan (LSS), men med bibehållen lokalisering till Malmen.

### Flygvapnets väderskola
Flygvapnets väderskola (VÄDS) bildades 1951 vid Roslagens flygkår (F 2). År 1962 omlokaliserades skolan till Kalmar, och blev där en fackskola inom Kalmar flygflottilj (F 12). I samband med att F 12 avvecklades den 30 juni 1980 övergick skolan den 1 juli 1980 som ett detachement till Blekinge flygflottilj. Dock beslutade riksdagen genom försvarsbeslutet 1982 att detachementet i Kalmar skulle avvecklas, och skolan skulle omlokaliseras den 1 januari 1983 till Krigsflygskolan (F 5) i Ljungbyhed. När sedan Krigsflygskolan avvecklades genom försvarsbeslutet 1996, överfördes skolan till Försvarsmaktens Halmstadsskolor (F 14). I samband med att Försvarsmaktens Halmstadsskolor avvecklades 2004, inordnades skolan under 2006 som en avdelning inom Försvarsmaktens meteorologi- och oceanograficentrum (FM METOCC) i Enköping.

### Flygvapnets PAR-skola
Flygvapnets PAR-skola (PARS) bildades 1961 vid Kalmar flygflottilj (F 12). Skolan stod för den grundläggande utbildningen i inflygningstjänst med hjälp av landningsradar. I samband med att riksdagen beslutade om att F 12 skulle avvecklas, kom skolan att omlokaliseras till Blekinge flygflottilj (F 17) i Kallinge. Från 2006 är skolan en del av Försvarsmaktens tekniska skola (FMTS) i Halmstad.

### Robotdivision

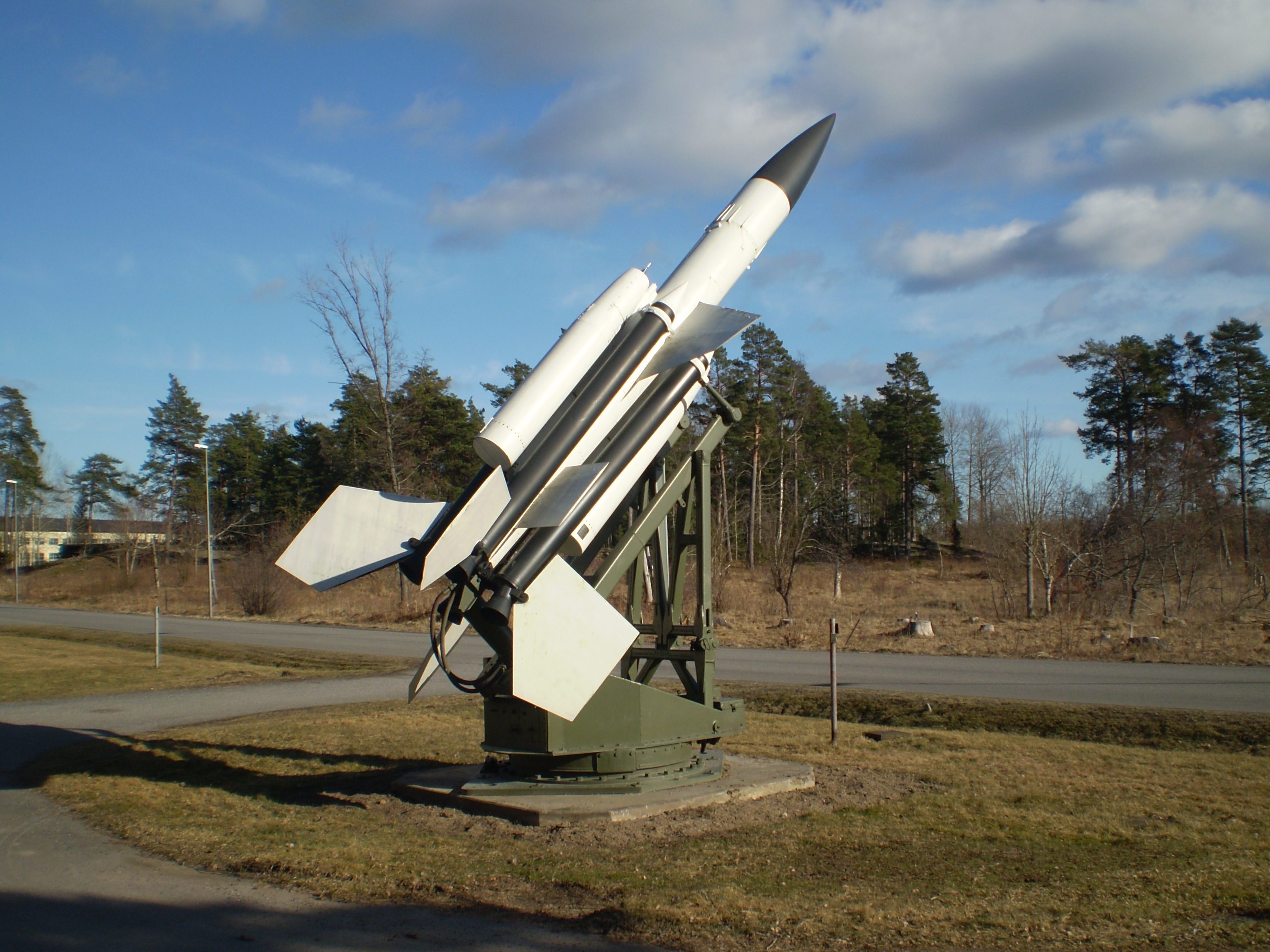
Robotsystem 68

I slutet av 1950-talet, antagligen i samband med försvarsbeslutet 1958, planerade försvaret att köpa in ett luftförsvarsrobotsystem. Som system valdes det brittiska Bloodhound Mk 1, och den första roboten köptes in september 1959 och utprovades både inom Flygvapnet vid Roslagens flygkår (F 2), och inom Armén vid Roslagens luftvärnskår (Lv 3). Systemet som fick den svenska benämningen Rb 65 kom aldrig i operativ drift, utan användes enbart för utprovning. År 1961 beställdes ett nytt system, Bloodhound MkII, vilket hade en bättre prestanda, i bland annat räckvidden. Systemet börjades levereras 1963, och fick den svenska beteckningen Luftvärnsrobotsystem 68 (Rb 68), och placerades vid fem flottiljer, vilka tillsammans organiserade sex robotdivisioner. F 17 var en av flottiljerna som skulle sätta upp en robotdivision, vilket påbörjades provisoriskt den 27 januari 1964, och fyra år senare den 1 mars 1968 var den fullt organiserad. Robotdivisionen bestod av två robotgrupper, vilka verkade oberoende av varandra. Grupperna hade fasta krigsgrupperingsplatser som de verkade ifrån inom ett visst geografiskt område.
Genom Luftförsvarsutredningen 1967 kom själva robotsystemet att avvecklas, och fyra divisioner bland annat den vid F 12 upplöstes den 30 juni 1974. De två divisionerna vid F 13 och F 17 omorganiserades till luftvärnsrobotbataljon lvrbbat. Dessa två bataljoner utgick under 1978, då hela systemet återförts till Storbritannien. Våren 1976 genomförde robotbataljonen vid F 17 sin sista krigsförbandsövningen, vid en grupperingsplats på Österlen, Skåne. Som minne över robotsystemet bevarades ett antal robotar, vilka i regel är kvarvarande Rb 65, vilken användes som övningsrobot i hanteringsutbildning. Dessa finns utställda vid Robotmuseet i Arboga, Norrtälje luftvärnsmuseum i Norrtälje, Ängelholms flygmuseum i Ängelholm och vid Robotförsöksplats Norrland i Vidsel.

### Sektorsansvar
Genom att de fyra flygbasområdena avvecklades 1957, och ersattes av elva Luftförsvarssektorer, tilldelades i regel de flesta jaktflottiljer ett sektoransvar och tillika sektorflottilj. Detta innebär att flottiljchefen där svarar för en luftförsvarssektor. Kalmar flygflottilj tilldelades ansvaret för luftförsvarssektor S2, som i stort sett omfattade Småland, Blekinge och Öland. Sektorn leddes ifrån luftförsvarscentralen LFC Vargen i Torskors, vilken fick sin radarinformationen från radargruppcentral Rrgc Myran i Rödeby.
Inom luftförsvarssektorn fanns det personal och materiel, som var ungefär lika omfattande, som den inom flottiljområdet i Kalmar. Genom riksdagens beslut om avveckling av F 12, beslutade samtidigt att sektoransvaret skulle överföras på F 17 i Blekinge. Vilket så skedde 1978. Dock så levde sektor S2 endast fram till 1981, då den slogs samman med sektor S1 och W2, och bildade Sektor Syd. Vilken leddes ifrån Skånska flygflottiljen (F 10) i Hästveda. I samband med att Skånska flygflottiljen avvecklades, överfördes strildetachement i Hästveda till F 17. F 17 fick nu återigen rollen som sektorflottilj, fast nu som ensam flottilj i södra Sverige. Verksamheten i Hästveda fick benämningen F 17H. Den 31 december 2008 avvecklades Ledningsenheten på F 17H i Hästveda. Och verksamheten övertogs från den 1 januari 2009 av Luftstridsskolan (LSS).

### Specialflygenheten
Specialflygenheten har sina rötter i Stabens flygavdelning, vilken från och med 1938 ingick i 4. divisionen vid F 8. År 1974 överfördes Sambandsflygenheten till Flygvapnets Södertörnsskolor i Tullinge. Från början använde enheten Sk 50 och Sk 60 som transportplan, dessa båda plan hade begränsningen att de saknade civila navigerings och landningshjälpmedel. Detta innebar att man var hänvisad till att flyga endast då den militära flygledningen tjänstgjorde, vilket var endast på vardagar. Två Sk 60 byggdes om med civila navigeringssystem och fick beteckningen Sk 60D. Senare tillfördes också en Tp 87, vilket gav betydligt större transportkapacitet. Efter affären med den grundstötta U 137 så fick sambandsflyget ett uppsving. Senare införskaffades en Tp 88 som kom att användas för VIP-flygningar, även om den köptes för förflytta klargörningsstyrkor för incidentberedskapen. År 1985 flyttade sambandsflyget till Bromma flygplats, då Bromma erbjöd start och landning utanför den ordinarie arbetstiden. Samma år, den 1 juni 1985, överfördes Sambandsflygenheten till F 16 i Uppsala, men bibehöll viss verksamhet på Bromma. Vid F 16 ingick enheten i flygunderhållsenheten, och fick den 1 juni 1990 det nya namnet Transportflygenheten. Inför att F 16 skulle avvecklas 2003 överfördes enheten organisatoriskt (då benämnd Specialflygenheten) den 31 december 2002 till F 17.  Den 31 december 2008 överfördes Specialflygenheten från F 17 till att från den 1 januari 2009 organisatoriskt tillhöra Skaraborgs flygflottilj (F 7). Där den tillsammans med Transportflygdivisionen bildade Transport- och specialflygenheten (7. TSFE). Vilken finns baserad på Bromma flygplats, Ronneby flygplats, Malmens flygplats, Luleå flygplats och Uppsala flygplats.

## Förläggningar och övningsplatser

### Flygplatsen
Flygplatsen ligger på den gamla militära mötesplatsen Bredåkra, vilken tillhörde armén fram till 1944, då området överlämnades till Flygvapnet. När flottiljen började byggas uppfördes ett 70-tal byggnader på området. Huvudbyggnaderna på flottiljområdet uppfördes efter 1940 års byggnadsutrednings standardritningar.  Något som medförde att flottiljen i stort sett fick likadana byggnader som tillkom vid andra flottiljer under samma tid. År 1952 anlades den permanenta rullbanan. År 1958 öppnades flygplatsen för civilflyget.
I samband med försvarsbeslutet 2004, där flottiljen blev en av tre i Flygvapnet, beslutades om en om- och tillbyggnad av flottiljen. Detta med bakgrund till att en stor del av Försvarsmaktens helikopterverksamhet förlades till Kallinge. Den 21 mars 2013 meddelade Regeringen Reinfeldt att man beslutat om det så kallade Ronnebypaketet, vilket var en investering i flygflottiljen på 647 miljoner kronor varav 450 miljoner gäller utbyggnader åt helikopterverksamheten. Den 2 december 2013 togs, genom en mindre ceremoni, det första spadtaget till den nya flygplatsen, vilket togs av Ronald Ringtun från Fortifikationsverket, Överste Magnus Westerlund chef Helikopterflottiljen, Överste Gabor Nagy chef Blekinge flygflottilj, och Peter Glimwall från lokalplaneringsenhet Syd. Byggnationen av flygplatsen är planerad att vara färdig sommaren 2017. Och kommer då gett flottiljen ett nytt flygledartorn, separat start- och landningsbana för helikoptrar, ny hangarbyggnad för helikoptrar, ny uppställningsplatta för helikoptrar, ny flygdrivmedelsanläggning, ny uppställningsplatta för transportflyg, ny uppställningsplatta för incidentflyg. Vidare ges hela flygplatsen en ny och förbättrad teknisk infrastruktur.
Den 19 december stängdes det gamla flygledartornet, och den 20 december 2015 togs det nya flygledartornet i drift. Flygledartornet som drivs av Luftfartsverket (LKV), ingick i den första etappen av det så kallade Ronnebypaketet. Ett paket, sett till antal flygplan och helikoptrar, kommer att göra flygplatsen till Sveriges största militära flygplats. Den officiella invigningen av det nya flygledartornet skedde den 5 februari 2016. Flygledartornet var då helt klart efter att det tio år tidigare hade projekterats inom ramen för Ronnebypaketet. Arbetet med det nya flygledartornet sysselsatte fyra myndigheter, där Fortifikationsverket stod för byggnaden, LFV kravställde de operativa kraven på flygtrafikledningssystemen. FMV för bland annat tekniska installationen av flygtrafikledningssystemen, och Försvarsmakten för den tekniska driften av systemen. Unikt för det nya flygledartornet var även att det blev först ut med att förses med det nya flygtrafikledningssystem Mil i-ATC, vilket ska finnas på samtliga militära flygplatser. Den 18 december 2015 stängdes flygverkstaden vid flottiljen. Detta med anledningen av att flygverkstäderna inom Flygvapnet tidigare överförts till FMV, och FMV ansåg att det räckte med två flygverkstäder, vid flottiljerna i Såtenäs och Luleå. Flygverkstaden i Ronneby avvecklades med det efter 70 år som aktiv flygverkstad.

### Samgrupperingar
- 13. helikopterdivisionen (13. hkpdiv), Marinens helikopterdivision var samgrupperad med flottiljen åren 1987-1997.
- Flygbasjägarskolan (FBJS), som utbildar försvarsmaktens behov av flygbasjägare, är lokaliserad till Kallinge sedan 2005.
- Tredje helikopterskvadronen (3. hkpskv), är lokaliserad till Kallinge, men är en del av Helikopterflottiljen.

## Heraldik och traditioner
Blekinge flygflottiljen mottog sin fana den 17 september 1944 på Barkarby flygbas. Fanan överlämnades av Kung Gustaf V. Flottiljemblemet, som består av Blekinges landskapsvapen, var applicerat framför förarplatsen på båda sidor av flygplanskroppen. I samband med att Kalmar flygflottilj avvecklades tog F 17 över dess fana och traditioner. År 2003 övertog F 17 även fana och traditioner för Krigsflygskolan (F 5) och Skånska flygflottiljen (F 10). Den 15 april 2004 ersattes den av en ny fana. Vilken överlämnades på F 17 av HM Konungen Carl XVI Gustaf. Den nya fanan innehåller tecknen för F 17, F 5, F 10 och F 12. F 17 är traditionsbevarande flottilj för Krigsflygskolan (F 5), Skånska flygflottiljen (F 10) och Kalmar flygflottilj (F 12). Vidare vårdar flottiljen minnet över Södra flygkommandot (FKS) och Förberedande fältflygarskola (FÖFS).
Inom flottiljområdet finns en hel del minnesmärken och monument bevarade. Bland annat en minnessten över Blekinge bataljon. Inför flottiljens 50-årsjubileum år 1994 planterades två blodbokar, vilka har två minnesplattor intill sig. Även Kungastenen signerad år 1954 av HM Konungen Gustaf VI Adolf finns inom flottiljområdet. År 2012 instiftades Blekinge flygflottiljs förtjänstmedalj i guld och i silver (F17GM/SM).

### Gate guards
Blekinge flygflottilj har två så kallade gate guards. Framför vaktkasernen placerades 1990 en A 32A Lansen (32151) på pelare. Även en Robot 68 har sedan tidigare funnits framför vakten. Flottiljen har även sedan den 24 maj 2014 en JA 37DI Viggen (37440) som gate guard invid Sörby rastplats längs E22.

## Materiel vid förbandet
Bortsett från införandet av A 32A Lansen, så är flottiljen en av få flottiljer inom det svenska flygvapnet som aldrig varit en flottilj som introducerat eller gjort typinflygningar av ett nytt flygsystem. Fram till införandet av C-versionen av JAS 39 Gripen, har flottiljen tillförts divisioner och nya flygplanssystem från avvecklade flottiljer.
| Huvudtyper - 1944–1947: B 3 - 1947–1957: T 18B - 1954–1955: A 21R - 1956–1975: A 32A Lansen - 1972–1982: J 35F Draken - 1978–1993: SF/SH 37 Viggen - 1981–2002: JA 37 Viggen - 2002–2011: JAS 39A Gripen - 2004–idag: JAS 39C Gripen | Transportflygplan - 1955–1970: Tp 83 - 1988–2004: TP 101 - 1998–2001: TP 103 - 2003–2008: TP 100A/B/C | Helikoptrar - 1964–1998: Hkp 3 - 1966–1992: Hkp 4 - 1990–1998: HKP 10 |

## Förbandschefer
Flottilj- och sektorflottiljchefer

Åren 1944–1978 titulerades chefen "flottiljchef". Under flottiljens första år hade flottiljchefen tjänstegraden överstelöjtnant, men från 1947 tilldelades flottiljchefen för F 17 tjänstegraden överste. Åren 1974–1981 hade flottiljchefen titeln "sektorflottiljchef". Till skillnad mot sektorflottiljchefer vid andra flottiljer, tilldelades inte sektorflottiljchefen för F 17 tjänstegraden överste av 1:a graden. Från den 1 juli 1981 tituleras chefen återigen "flottiljchef" och har tjänstegraden överste.

- 1944–1948: Torsten Rapp
- 1948–1951: Hugo Svenow
- 1951–1963: Sten Rydström
- 1963–1966: Per Svensson
- 1966–1975: Carl-Otto Larsson
- 1975–1984: Erik Spångberg
- 1984–1987: Rolf Clementson
- 1987–1990: Gunnar Ståhl
- 1990–1998: Bo-Walter Eriksson
- 1998–2000: Lennart Pettersson
- 2000–2003: Lars Johansson
- 2003–2007: Lars Lundell
- 2007–2009: Niclas Karlsson
- 2009–2012: Mats Helgesson
- 2012–2013: Gabor Nagy
- 2014–2014: Magnus Liljegren [d]
- 2014–2019: Lars Bergström [e]
- 2019–2022: Tommy Petersson
- 2022–2024: Anders Jönsson [f]
- 2024–20xx: Johan Elofsson [59]

Ställföreträdande sektorflottiljchefer och tillika flottiljchefer 

För att avlasta sektorflottiljchefen tillfördes 1978 en ställföreträdande sektorflottiljchef. Dennes uppgift var att leda förbandsproduktionen, en uppgift i stort lika med den gamle flottiljchefens. Därav titulerades även han som "flottiljchef". Den ställföreträdande sektorflottiljchefen hade tjänstegraden överste. Den 30 juni 1981 utgick befattningen ställföreträdande sektorflottiljchefer, då sektoransvaret överfördes till Skånska flygflottiljen (F 10).

- 1978–1980: Sten Norrmo

## Namn, beteckning och förläggningsort
| Kungliga Blekinge flygflottilj | 1944-07-01 | – | 1974-12-31 |
| Blekinge flygflottilj          | 1975-01-01 | – |            |

| F 17      | 1944-07-01 | – | 1978-??-?? |
| F 17/Se 2 | 1978-??-?? | – | 1981-06-30 |
| F 17      | 1981-07-01 | – |            |

| Kallinge flygplats (F) | 1944-07-01 | – |            |
| Byholma flygbas (B)    | 1962-??-?? | – | 1976-??-?? |
| Kosta flygbas (B)      | 196?-??-?? | – |            |
| Uråsa flygbas (B)      | 196?-??-?? | – | 1997-??-?? |
| Barkarby flygbas (D)   | 1967-??-?? | – | 1977-??-?? |
| Kalmar flygplats (D)   | 1980-07-01 | – | 1982-12-31 |
| Malmens flygplats (D)  | 2003-07-01 | – | 2005-12-31 |
| Visby flygplats (D)    | 2003-07-01 | – |            |
| Hagshult flygbas (B)   | 2003-??-?? | – |            |
| Hästveda (D)           | 2003-??-?? | – |            |

## Galleri

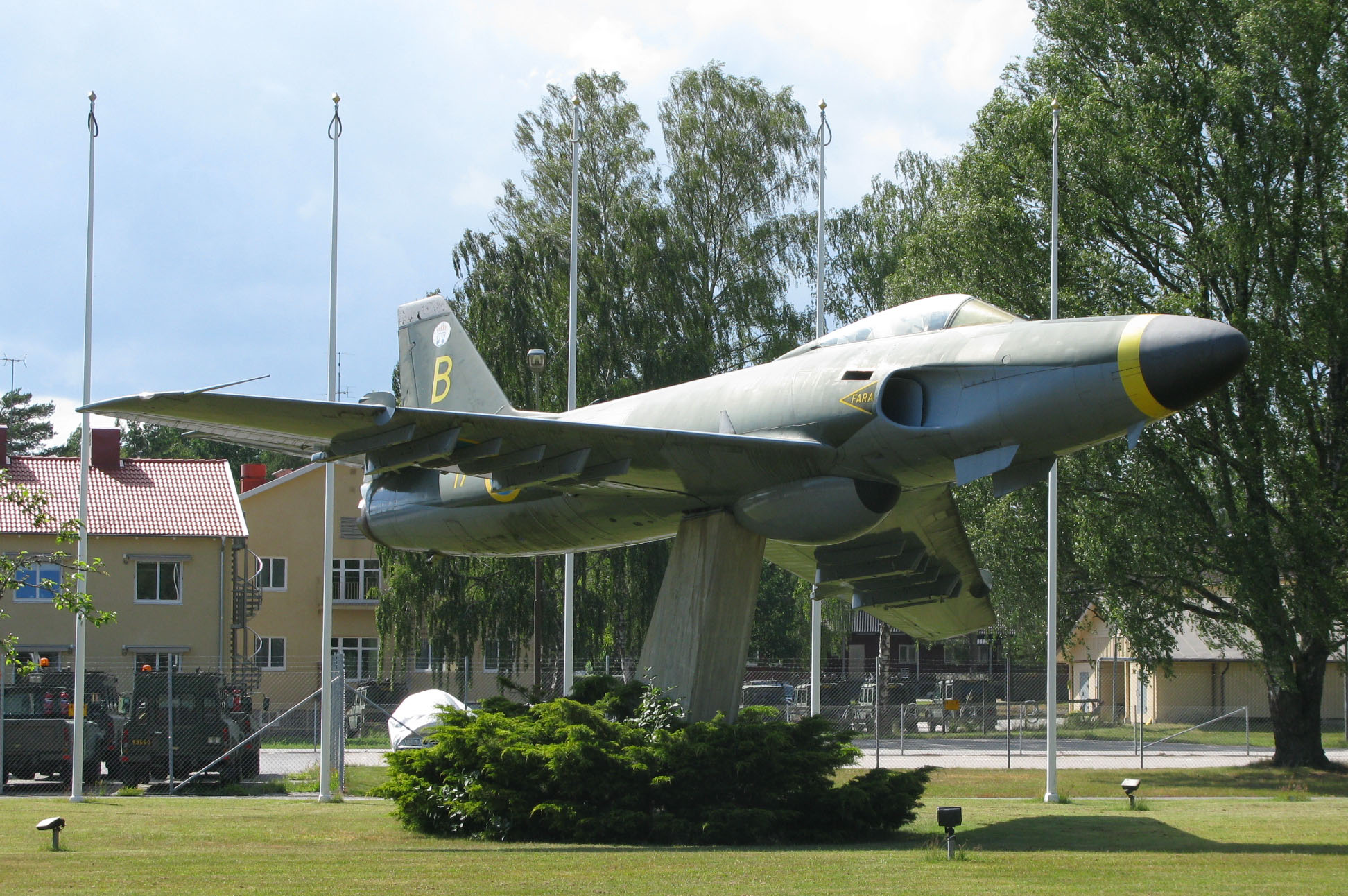
A 32A Lansen (1956–1973) som gate guard utanför flottiljvakten.
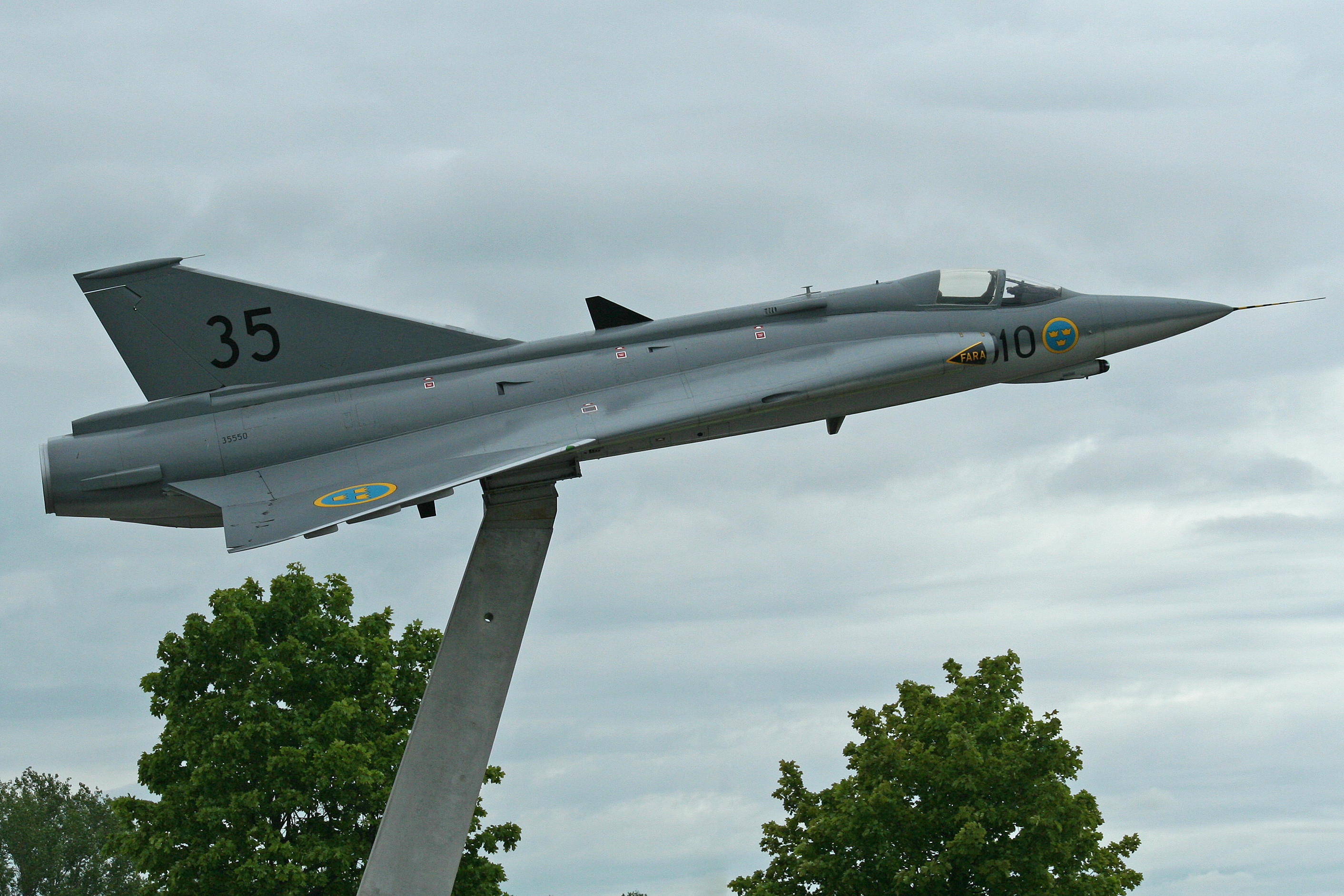
J 35F Draken (1973–1981).
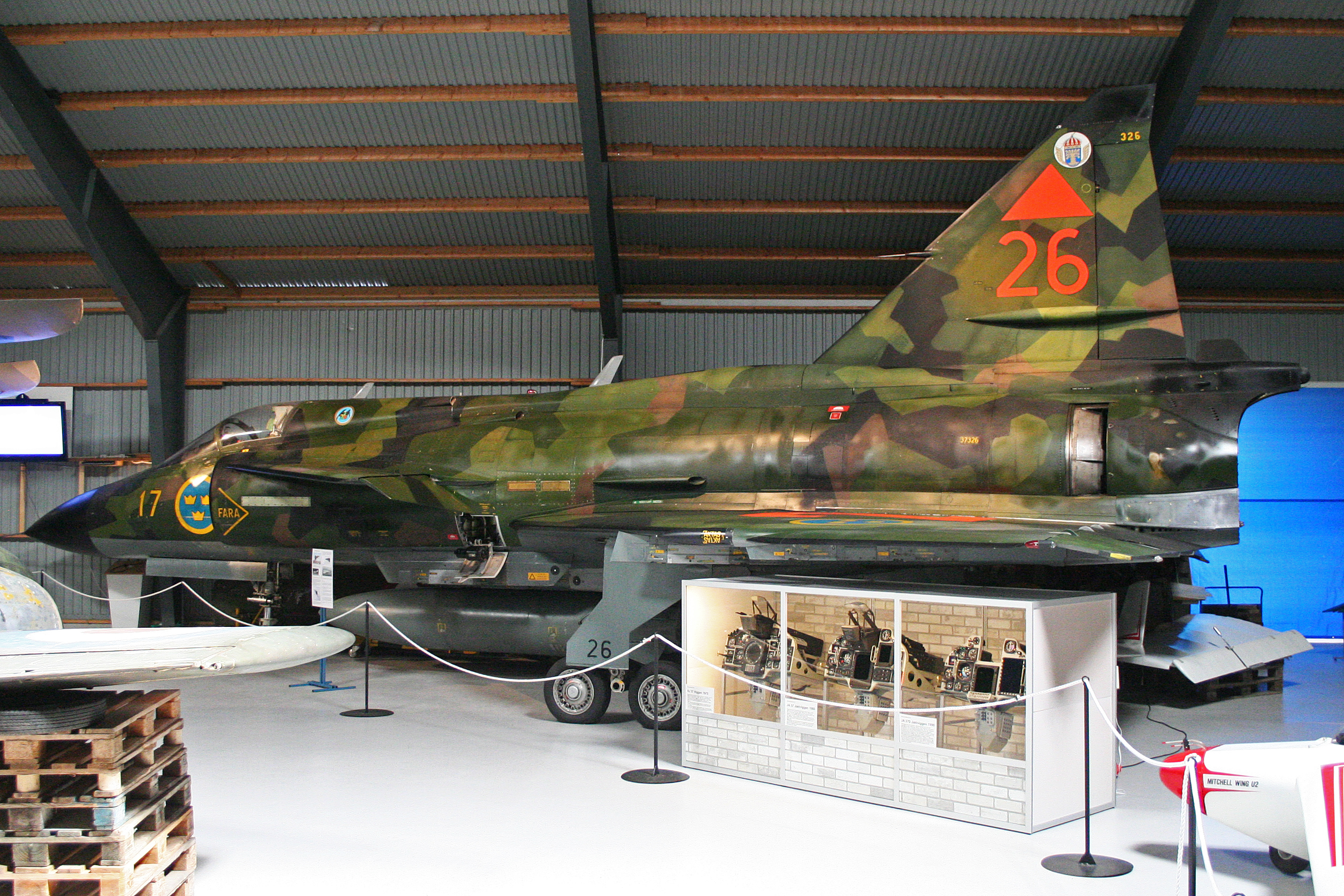
JA 37 Viggen (1981–2002).
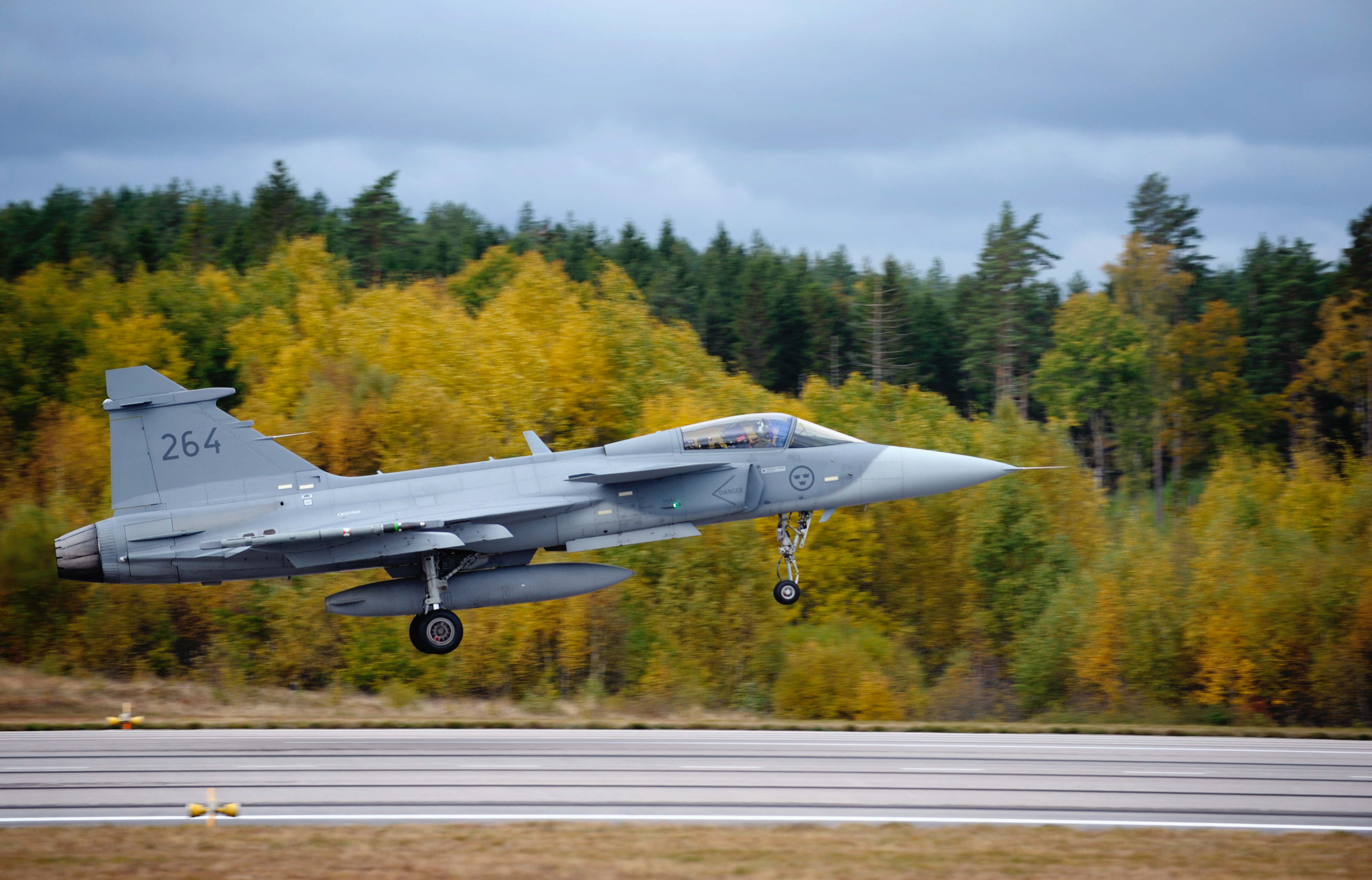
JAS 39 Gripen (2002–)